# Кларк (округ, Невада)
Шаблон:StateAbbr_ 36°12′ пн. ш. 115°01′ зх. д. / 36.2° пн. ш. 115.02° зх. д.
Округ  Кларк (англ. Clark County) — округ (графство) у штаті  Невада, США. Ідентифікатор округу 32003.

## Історія
Округ утворений 1909 року.

## Демографія
За даними перепису 
2000 року 
загальне населення округу становило 1375765 осіб, зокрема міського населення було 1343728, а сільського — 32037.
Серед мешканців округу чоловіків було 699728, а жінок — 676037. В окрузі було 512253 домогосподарства, 339693 родин, які мешкали в 559799 будинках.
Середній розмір родини становив 3,17.
Віковий розподіл населення поданий у таблиці:
| Стать    | До 15 років | 15-21 | 22-29 | 30-39  | 40-49  | 50-65  | 65-85 | Понад 85 |
| -------- | ----------- | ----- | ----- | ------ | ------ | ------ | ----- | -------- |
| Чоловіки | 154328      | 62135 | 86501 | 120970 | 100939 | 106504 | 64871 | 3480     |
| Жінки    | 146372      | 57815 | 80306 | 108693 | 95987  | 108316 | 71494 | 7054     |

## Суміжні округи
- Лінкольн — північ
- Могаве, Аризона — схід
- Сан-Бернардіно, Каліфорнія — південь
- Іньйо, Каліфорнія — південний захід
- Най — захід

## Виноски
1. ↑  https://m.lasvegassun.com/news/2009/jan/04/year-history-county-turns-100/
2. ↑  US Decennial Census. US Census Bureau. Архів оригіналу за 26 квітня 2015. Процитовано 20 грудня 2014.
3. ↑  Historical Census Browser. University of Virginia Library. Архів оригіналу за 26 Грудня 2013. Процитовано 20 грудня 2014.
4. ↑  Population of Counties by Decennial Census: 1900 to 1990. US Census Bureau. Архів оригіналу за 3 Квітня 2015. Процитовано 20 грудня 2014.
5. ↑  Census 2000 PHC-T-4. Ranking Tables for Counties: 1990 and 2000 (PDF). US Census Bureau. Архів оригіналу (PDF) за 18 Грудня 2014. Процитовано 20 грудня 2014.
6. ↑  American Factfinder. Бюро перепису населення США. Архів оригіналу за 13 лютого 2020. Процитовано 24 квітня 2018.(англ.) Наведено за англійською вікіпедією.
7. ↑  American FactFinder. Бюро перепису населення США. Архів оригіналу за 29 липня 2011. Процитовано 31 січня 2008.

| США | Це незавершена стаття з географії США. Ви можете допомогти проєкту, виправивши або дописавши її. |